# Georges Eyschen
Pour les articles homonymes, voir Eyschen.
Georges Eyschen est un ecclésiastique né à Arlon le 19 février 1592, mort en 1664.
Après ses humanités à Louvain puis ses études de philosophie à Trèves, il devint le chanoine du Chapitre de la Cathédrale de Cologne, fondateur de deux bourses d'études, bienfaiteur de sa ville natale, il fut le conseiller de François duc de Lorraine titulaire de l'évêché de Verdun que Georges Eyschen administra jusqu'à sa mort. Très actif dans la Contre-Réforme, il fut anobli en 1627 par Ferdinand II de Habsbourg pour services insignes rendus à l'Empire.